# Maria Helena Campos
Maria Helena Campos, detta Heleninha (San Paolo, 21 settembre 1937), è un'ex cestista brasiliana.

## Carriera
Con il Brasile ha disputato quattro edizioni dei Campionati del mondo (1957, 1964, 1967, 1971), e tre dei Giochi panamericani (Chicago 1959, San Paolo 1963 e Winnipeg 1967).